# جيم فيتزباتريك (فنان)

نسخة فيتزباتريك لصورة تشي جيفارا.

جيم فيتزباتريك (بالإنجليزية: Jim Fitzpatrick) هو فنان أيرلندي معروف برسوماته الميثولوجيّة. تُعتبر اللوحة التي اقتبسها من صورة غيريليرو هيروويكو والتي التقطها المصور الكوبي ألبرتو كوردا للثائر الماركسي أرنستو تشي جيفارا في هافانا من أشهر أعماله الفنيّة والمُنجزة عام 1968، والتي تم العمل عليها اعتمادًا على التباين الحاد في الألوان. وهي تقوم على أشكال مغايرة، بعضها باللونين الأبيض والأسود والبعض الآخر باللونين الأحمر والأسود.
كان فيتزباتريك قد تلقّى نسخة من صورة كوردا من جماعة فوضوية ألمانيّة في عام 1965. وتقول بعض المصادر أن مصدر هذه الصور كان الفيلسوف الفرنسي جان بول سارتر. وقد أُعيد إنتاج النسخة المعدلة من الصورة ونشرها على نطاق واسع في الكثير من وسائل إعلام حول العالم، كما لم يطالب المصور بالحقوق الفكريّة للصورة.

## إصداراته
- كتاب الفتوحات 1978 (ردمك 0-525-47511-7)، 1991 (ردمك 0-905895-14-2)
- الذراع الفضية (1981) (ردمك 1-85028-081-9)
- أطفال لير (مع ميشيل سكوت) (1992) (ردمك 0-7497-0888-3)

## وصلات خارجية
- جيم فيتزباتريك على موقع IMDb (الإنجليزية)
- جيم فيتزباتريك على موقع ميوزك برينز (الإنجليزية)
- جيم فيتزباتريك على موقع ديسكوغز (الإنجليزية)
- الموقع الرسمي